# Castromaior
Castromaior est la localité unique de la parroquia de Santa María de Castromaior dans le municipio de Portomarín, comarque de Lugo, province de Lugo, communauté autonome de Galice, au nord-ouest de l'Espagne.
Cette localité est traversée par le Camino francés du Pèlerinage de Saint-Jacques-de-Compostelle.

## Patrimoine et culture

### Pèlerinage de Compostelle
Par le Camino francés du Pèlerinage de Saint-Jacques-de-Compostelle, le chemin vient de la localité de Gonzar, dans le municipio de Portomarín.
La prochaine halte est la localité de Hospital da Cruz, dans le même municipio de Portomarín.

### Patrimoine religieux
- Église paroissiale Santa María.

## Sources et références
- (gl) Cet article est partiellement ou en totalité issu de l’article de Wikipédia en galicien intitulé « Castromaior » (voir la liste des auteurs).
- (fr) Grégoire, J.-Y. & Laborde-Balen, L. , « Le Chemin de Saint-Jacques en Espagne - De Saint-Jean-Pied-de-Port à Compostelle - Guide pratique du pèlerin », Rando Éditions, mars 2006,  (ISBN 2-84182-224-9)
- (fr)« Camino de Santiago St-Jean-Pied-de-Port - Santiago de Compostela », Michelin et Cie, Manufacture Française des Pneumatiques Michelin, Paris, 2009,  (ISBN 978-2-06-714805-5)
- (fr)« Le Chemin de Saint-Jacques Carte Routière », Junta de Castilla y León, Editorial